# Huawei Nova 2
Huawei Nova 2 — смартфон з лінійки Huawei Nova, який був представлений компанією Huawei 16 червня 2017 року.
Телефон виконаний в металевому корпусі з дактилоскопічним датчиком і подвійною камерою на задній панелі. Апарат заряджається від USB Type-C і має фронтальну камеру з роздільною здатністю в 20 МП.

## Апаратне забезпечення
Смартфон побудований на базі Hisilicon Kirin 659. Процесор власної розробки Huawei виходить на 16-нанометровому техпроцесі. Складається з восьми ядер Cortex-A53 — чотири потужних з частотою 2,36 ГГц і ще чотири з частотою 1.7 ГГц для роботи в режимі енергозбереження. Графічне ядро — Mali-T830.
Пристрій отримав 2.5D екран зі заокругленими гранями на LTPS матриці. Діагональ 5", роздільна здатність 1920х1080 (Full HD).
Внутрішня пам'ять складає 64 ГБ з можливістю розширення до 128 Гб, ОЗУ — 4 ГБ. Нез'ємний акумулятор 2950 мА/г з підтримкою технології швидкої зарядки.
Чип NFC в цій моделі відсутній.

## Програмне забезпечення
Huawei Nova 2 працює на операційній системі Android 7.0 (Nougat) з графічною оболонкою EMUI 5.1.
Підтримує стандарти зв'язку: GSM/GPRS/EDGE (850/900/1800/1900 МГц), WCDMA/HSPA+ (850/900/1900/2100 МГц), LTE Cat.6 FDD (B1/3/4/7/8/20), TD (B38).
Бездротові інтерфейси: Wi-Fi 802.11b/g/n (2,4 ГГц), Bluetooth 4.2.
Смартфон підтримує навігаційні системи: GPS, A-GPS, Глонасс, BDS. Обладнаний датчиком наближення, освітлення, магнітного поля, дактилоскопічним, акселерометром, гіроскопом та лічильником кроків.

## Синтетичні тести
|                                  | Huawei Nova 2(HiSilicon Kirin 659) | Sony Xperia XA1 (MediaTek MT 6757) | HTC One X10(MediaTek MT6755) | Asus Zenfone 3(Qualcomm Snapdragon 625) | Nokia 5(Qualcomm Snapdragon 430) |
| -------------------------------- | ---------------------------------- | ---------------------------------- | ---------------------------- | --------------------------------------- | -------------------------------- |
| AnTuTu (v6.x)(больше — лучше)    | 60485                              | 61638                              | 50597                        | 63146                                   | 45287                            |
| GeekBench (v4.x)(больше — лучше) | 904/3513                           | 814/3518                           | 757/2071                     | 831/4092                                | 672/2867                         |

|                                                      | Huawei Nova 2(HiSilicon Kirin 659) | Sony Xperia XA1 (MediaTek MT 6757) | HTC One X10(MediaTek MT6755) | Asus Zenfone 3(Qualcomm Snapdragon 625) | Nokia 5(Qualcomm Snapdragon 430) |
| ---------------------------------------------------- | ---------------------------------- | ---------------------------------- | ---------------------------- | --------------------------------------- | -------------------------------- |
| 3DMark Ice Storm Sling Shot ES 3.1 (больше — лучше)  | 413                                | 671                                | 421                          | 466                                     | 299                              |
| GFXBenchmark Manhattan ES 3.1(Onscreen, fps)         | 5,2                                | 15                                 | 5                            | 6                                       | 10                               |
| GFXBenchmark Manhattan ES 3.1 (1080p Offscreen, fps) | 4,7                                | 6                                  | 5                            | 6                                       | 4,6                              |
| GFXBenchmark T-Rex (Onscreen, fps)                   | 20                                 | 32                                 | 17                           | 22                                      | 20                               |
| GFXBenchmark T-Rex(1080p Offscreen, fps)             | 18                                 | 21                                 | 17                           | 23                                      | 16                               |